# Stawropolskaja
Stawropolskaja (ros. Ставропольская) – stanica w Rosji, w Kraju Krasnodarskim, w rejonie siewierskim. W 2010 liczyła 1021 mieszkańców.